# Korisnički:NazivTvogNaloga/UPS! (bend)
UPS! (poznat i kao Ustani Protiv Sistema) je hardcore punk bend iz Petrovca na Mlavi, Srbija, osnovan 2006. godine. Bend je poznat po angažovanim tekstovima i energičnim nastupima, a smatra se jednim od pionira srpske punk scene sa međunarodnim priznanjem.

## Žanr
Hardcore punk, punk rock

## Istorija
Bend je osnovan 2006. godine u Petrovcu na Mlavi,osnovao ga Darko Stojanović (Bubanj). Njihovo ime, Ustani Protiv Sistema, odražava angažovan stav protiv društvenih nepravdi. Iako su potekli iz malog mesta, UPS! su svojim angažovanim tekstovima i energičnim nastupima stekli međunarodnu pažnju.
2009. godine snimili su demo album koji je bio besplatno dostupan online. Iste godine pobedili su u kvalifikacijama za GBOB Serbia (Global Battle of the Bands) i plasirali se u finale u Beogradu kao jedini punk bend.
Njihov prvi album, Evolucija kroz Tranziciju, objavljen je preko američke izdavačke kuće Punk Outlaw Records, čime su postali prvi srpski punk bend potpisan za inostrani label.

## Članovi
- Jovan Koštić (Mandow) – vokali i bas
- Darko Stojanović (Dare) – bubnjevi
- Luka Glasnović (Luka) – ritam gitara

## Uticaji
UPS! su inspirisani bendovima kao što su Pennywise, Rancid, Bad Religion, NoFX i Bouncing Souls, kao i domaćim grupama poput Atheist Rap, Dza ili Bu i Goblini.

## Diskografija
- Evolucija Kroz Tranziciju 2011 (Socijala Studios)

- DEMO - 2007 (2 songs),CD, Unsigned Promo demo album - 2010 (4 songs), CD,Unsigned Evolucija kroz tranziciju - 2011 (10 songs), CD Hi Gain Record Label NOCTURNE VOL.9 June/July 2011. CD